# 中科红旗
北京中科紅旗軟件技術有限公司，簡稱紅旗軟件，是中國大陸的一家致力於紅旗Linux作業系統及應用軟體的開發和推廣，提供包括桌面版、伺服器、應用伺服器、安全作業系統到嵌入式作業系統的全線產品，以及全方位應用解決方案和技術服務的公司。該公司在2000年6月份成立，由中國科學院軟件研究所和上海聯創投資管理有限公司共同組建，总部设在北京市海淀区万泉河路68号紫金大厦6层。2001年3月，由中國信息產業部通過中國電子信息產業發展研究院(CCID)北京賽迪創業投資有限公司的注資。該公司曾是中國最大的Linux軟體發行商。

## 大事记
- 1999年8月10日，红旗Linux诞生。
- 1999年10月20日，红旗Linux服务器版1.0正式上市。
- 2000年3月28日，与康柏联合发布了红旗Linux ISV计划，试图推动更多的应用软件开发商将其解决方案移植到红旗Linux平台上。
- 2000年4月27日，与英特尔、中国软件行业协会共建Linux技术支持中心。
- 2000年6月，红旗Linux被中国软件行业协会评选为创新产品。
- 2000年6月6日，北京中科红旗软件技术有限公司正式成立。
- 2000年7月，红旗Linux与香港新华集团签署了在东南亚地区建立培训、技术支持、销售中心的协议，启动红旗Linux全球化策略。
- 2000年8月4日，红旗Linux桌面版2.0发布；TCL同时发布预装红旗Linux桌面版的个人电脑。
- 2000年9月，红旗发布了基于IBM S/390主机的红旗Linux操作系统。
- 2000年9月，教育部考试中心指定红旗Linux为国家NIT体系的Linux模块的考试模板。
- 2000年10月，红旗Linux发布嵌入式解决方案，包括机顶盒、PDA、瘦客户机等。
- 2000年11月，总裁兼CEO刘博当选世界经济论坛2001年科技先锋。
- 2000年12月，红旗Linux桌面版2.0荣获“计算机世界2000年度Linux操作系统产品奖”。
- 2001年3月15日，信息产业部通过中国电子信息产业发展研究院下属控股的北京赛迪创业投资有限公司注资中科红旗。
- 2001年4月，IBM、惠普等厂商开始在其服务器系列预装红旗服务器产品。
- 2001年4月，用于彩票机的红旗嵌入式操作系统推出，并在江苏、沈阳等省份广泛推广。
- 2001年6月，红旗安全服务器通过公安部计算机信息系统产品质量监督检验中心安全认证，达到国标第三级。
- 2001年7月，红旗与PC硬件厂商的OEM协议超过100万套。
- 2001年12月，红旗企业级服务器3系列推出，开始进入企业市场。
- 2001年12月，中科红旗中标北京市人民政府桌面操作系统产品正版软件采购，微软在此次竞标中失利。
- 2002年2月，中标广东省南海市电子政府系统。
- 2002年3月，红旗Linux桌面版3.0推出。
- 2002年8月，中标国家经贸委重点企业信息化工程
- 2002年10月，助力西部大开发； 与宁夏回族自治区生产力促进中心签署技术联盟合作协议，并与当地政府合作建立“红旗Linux操作系统国产NC机应用示范教室”。
- 2002年12月，中标国家邮政局“邮政综合网邮区中心局设备生产作业系统”。
- 2003年3月25日，红旗Linux在中国计算机用户协会成立二十周年的庆典活动“二十年的信赖”上，荣获“20年用户信赖的IT产品品牌调查活动”操作系统软件产品的信赖品牌。
- 2003年5月7日，甲骨文中国公司与中科红旗宣布建立战略伙伴关系，并推出了共同开发的红旗数据中心服务器版 4.0。
- 2003年6月，红旗Linux得到英特尔的认证，成为英特尔安腾2处理器（Itanium 2）和超线程技术的支持厂商之一。
- 2003年7月，红旗Linux推出红旗Linux4系列。
- 2003年8月，红旗软件与中国惠普宣布建立战略联盟。
- 2003年9月，红旗Linux桌面产品被《中国电脑教育报》评为“2003年中国最佳OEM软件品评选” Linux操作系统奖。
- 2003年10月，红旗软件名列由《互联网周刊》举办的“2003年中国电子政务IT100强”名单。
- 2003年11月，红旗Linux成为广东省电子政务系统平台指定产品。
- 2003年12月，红旗Linux高级服务器版4.0荣获《中国计算机报》2003编辑选择奖 。
- 2004年1月，红旗Linux被中国计算机用户协会授予《中国信息业2004年度行业采购首选品牌》，北京中科红旗软件技术有限公司被同时授予《中国信息业2003年度行业用户诚信企业》奖。
- 2004年1月7日，红旗软件宣布与日本Miracle Linux株式会社成立联合小组，合作开发名为Asianux的Linux解决方案。
- 2004年2月，红旗Linux服务器版4系列荣获《e制造》2003年度编辑推荐奖。
- 2004年6月，在红旗软件的倡导下，Asianux 1.0发布。
- 2004年10月，红旗软件推出红旗Linux桌面版4.1。
- 2005年1月，红旗软件宣布2004年度实现盈利。
- 2005年1月13日，红旗软件董事长、中科院软件所副所长孙玉芳因脑溢血在医院辞世，时年58岁。新任董事长李玉成是中科院软件所研究员、党委副书记兼副所长。标志着红旗软件走向后孙玉芳时代。
- 2005年3月，红旗软件、Miracle、韩软（Haansoft）共同预发布基于2.6内核的Asianux2.0版本
- 2005年5月，红旗软件加入长风产业联盟。
- 2005年8月，红旗软件召开Red Flag World大会，并同时发布服务器5系列产品。
- 2005年12月，红旗数据中心服务器5.0荣获中国计算机报社的编辑选择奖。
- 2006年3月，发布红旗Linux桌面版5.0（代号Apatite）。
- 2006年9月，戴尔和惠普宣布，在中国销售的台式计算机和笔记本电脑上预装红旗Linux 桌面版5.0。
- 2006年全年，中国31省市的政府采购中，80%的省市选择了安装红旗Apatite，占Linux安装总量的95%。
- 2007年6月，原代理总裁赵晓亮离职，由总裁助理兼渠道销售部总经理贾栋接任。
- 2009年6月，发布红旗Linux桌面版7.0。
- 2009年，中科红旗加入中科院软件所“核高基”项目总体部，但软件所称中科红旗于次年退出总体部。因此引发的配套资金纠纷，导致2013年3月开始，中科红旗资金链出现问题。[1]
- 2014年2月10日，中科红旗贴出清算公告，称由于经营发生严重困难，董事会于去年12月13日决议即日解散公司，并成立清算委员会进行清算，公司与全体员工的劳动合同也于即日起终止。
- 2014年8月14日，被五甲万京信息产业集团以3862万元收购。[2]
- 2019年，中科红旗（北京）信息科技有限公司成立。[3]

## 外部連結
- 中科红旗网站 （页面存档备份，存于）
- 北京中科紅旗軟件技術有限公司（归档网页）